# Tomáš Kuchař
Tomáš Kuchař (Pečky, 25 agosto 1976) è un ex calciatore ceco, di ruolo centrocampista.

## Palmarès

### Club

#### Competizioni nazionali
- Coppa della Repubblica Ceca: 2

Slavia Praga: 1998-1999, 2001-2002